# Canton de Nevers-Centre
Le canton de Nevers-Centre est ancien canton français situé dans le département de la Nièvre et la région Bourgogne.

## Géographie
Ce canton comprend une fraction du territoire de la commune de Nevers et est l'un des 13 cantons de l'arrondissement de Nevers.

## Histoire
Le canton de Nevers-Centre est créé par le décret du 16 août 1973 scindant en quatre le canton de Nevers.
Il est supprimé par le redécoupage cantonal de 2014.

## Représentation
| Période | Période      | Identité                 | Étiquette            | Qualité                                                                                                   |
| ------- | ------------ | ------------------------ | -------------------- | --- |
| 1973    | 1992 (décès) | Henri Vimeux (1918-1992) | UDR puis RI puis RPR | Médecin Conseiller municipal de Nevers                                                                    |
| 1992    | 1994         | André Vincent            | UDF                  | Conseiller municipal de Nevers                                                                            |
| 1994    | 2001         | Claude Siri              | UDF                  | Professeur de collège Conseiller municipal de Nevers                                                      |
| 2001    | 2015         | Daniel Rostein           | UMP                  | Médecin ORL Conseiller général du Canton de Nevers-Sud (1992-1998) Elu en 2015 dans le Canton de Nevers-3 |

## Composition
| Nom                | Code Insee | Intercommunalité | Population (dernière pop. légale)              |
| ------------------ | ---------- | ---------------- | ---------------------------------------------- |
| Nevers (chef-lieu) | 58194      | CA de Nevers     | Fraction : 9 697(2012) Commune : 34 485 (2014) |

Le canton de Nevers-Centre se composait la portion de territoire de la ville de Nevers déterminée par l'axe des voies ci-après : place de la Fontaine-d'Argent, rue de Charleville (côté impair), rue du Chemin-de-Fer (côté impair), rue Pierre-Émile-Gaspard, rue Émile-Martin (rue du Viaduc) , voie ferrée (jusqu'au pont de chemin de fer sur la Loire), la rive gauche de la Loire (jusqu'au pont de la place Mossé), quai de Mantoue, rue du Commerce (côté impair) jusqu'à la place Saint-Sébastien (côté impair), rue Saint-Martin (côté impair), rue Gambetta (côté impair) jusqu'à l'avenue Marceau (côté pair) jusqu'à la place de Verdun, rue de Lourdes, rue Saint-Gildard (côté impair) jusqu'à la place de la Fontaine-d'Argent, place de Verdun, rue Paul-Vaillant-Couturier (côté pair) jusqu'à la place des Pèlerins, avenue Colbert (côté impair), rue des Chauvelles (côté pair), rue de Parigny (côté impair), rue Jean-Gautherin (côté impair) jusqu'à la déviation, avenue du Maréchal-Leclerc (déviation) jusqu'à la place du Champ-de-Foire, rue de la Poissonnerie (côté pair) jusqu'à la levée de la Loire, levée de la Loire jusqu'au pont de Loire, intersection déviation avec rue Jean-Gautherin, déviation, rue de la Poissonnerie (côté impair), rive droite du ruisseau de l’Éperon jusqu'à la voie ferrée, voie ferrée jusqu'à rue Mademoiselle-Bourgeois, rue Mademoiselle-Bourgeois (côté pair) jusqu'à la limite de la commune de Coulanges, limite de la commune de Coulanges jusqu'à la rue du Moulin-à-Vent, voie ferrée jusqu'à la rue Jean-Gautherin, rue Jean-Gautherin (côté impair) jusqu'à la déviation, pont de la Loire, rive gauche de la Loire jusqu'à la limite de la commune de Sermoise, limite de la commune de Sermoise jusqu'à la route de Lyon, route de Lyon (côté impair), jusqu'à la limite de la commune de Challuy, limite de la commune de Challuy jusqu'à la Loire et rive gauche de la Loire jusqu'au pont.
Il comptait 9 697 habitants (population municipale) au 1er janvier 2012.

## Démographie
| 1962 | 1968 | 1975 | 1982 | 1990 | 1999   | 2006   | 2009 |
| ---- | ---- | ---- | ---- | ---- | ------ | ------ | ---- |
| -    | -    | -    | -    | -    | 10 519 | 10 483 | -    |